# Aloe abyssicola
Aloe abyssicola är en art i  familjen grästrädsväxter som beskrevs 1971 av John Jacob Lavranos och A. S. Bilaidi. Inga underarter finns listade i Catalogue of Life.